# Mercato obbligazionario
Il mercato obbligazionario (anche mercato del debito) è un mercato finanziario composto da un mercato primario dove viene emesso del nuovo debito, e un mercato secondario in cui si effettua la compravendita di titoli di debito. I titoli sono tipicamente obbligazioni (in inglese bond), ma può includere note, cambiali e così via per spese pubbliche e private. Il mercato obbligazionario è stato in gran parte dominato dagli Stati Uniti, che rappresentano circa il 39% del mercato. Secondo la Securities Industry and Financial Markets Association (SIFMA), nel 2021 la dimensione del mercato obbligazionario (ossia il debito totale circolante) era stimata a 119 bilioni di dollari in tutto il mondo, 46 dei quali sono nel mercato statunitense.
Le obbligazioni e i prestiti bancari costituiscono il cosiddetto mercato del credito. Il mercato globale del credito nel suo complesso è circa tre volte più grande del mercato azionario globale. I prestiti bancari non sono titoli ai sensi del Securities and Exchange Act, ma le obbligazioni in genere lo sono e sono quindi più severamente regolamentate. Le obbligazioni in genere non sono garantite da garanzie collaterali (anche se possono esserlo) e sono vendute in tagli relativamente piccoli, compresi tra 1000 e 10.000 euro o dollari. A differenza dei prestiti bancari, le obbligazioni possono essere detenute dagli investitori al dettaglio. Le obbligazioni vengono negoziate più frequentemente dei prestiti, anche se non così spesso come le azioni.
Quasi tutta la negoziazione media giornaliera nel mercato obbligazionario statunitense avviene tra emittenti-intermediari (in inglese broker-dealer) e grandi istituzioni in un mercato fuori borsa decentralizzato. Tuttavia, un piccolo numero di obbligazioni, principalmente societarie, sono quotate in borsa. I prezzi e i volumi di negoziazione delle obbligazioni sono riportati sul Trade Reporting And Compliance Engine (TRACE) della Financial Industry Regulatory Authority (FINRA).
Una parte importante del mercato obbligazionario è il mercato delle obbligazioni governative (titoli di Stato), a causa delle sue dimensioni e liquidità. I titoli di Stato vengono spesso utilizzati per confrontare altre obbligazioni per misurare il rischio di credito. A causa della relazione inversa tra la valutazione delle obbligazioni e i tassi di interesse (o rendimenti), il mercato obbligazionario viene spesso utilizzato per indicare le variazioni dei tassi di interesse o la forma della curva dei rendimenti, la misura del “costo del finanziamento”. Si ritiene che il rendimento dei titoli di Stato nei paesi a basso rischio (ad esempio, storicamente, gli Stati Uniti o la Germania) indichi un tasso di default privo di rischio. Altre obbligazioni denominate nelle stesse valute (dollari statunitensi o euro) avranno generalmente rendimenti più elevati, sostanzialmente perché coloro che le emettono sono ritenuti avere una maggiore probabilità di default rispetto ai governi centrali statunitense o tedesco, e si prevede che in caso di default le perdite per gli investitori. Il modo principale per andare in default è non pagare per intero o non pagare in tempo.